# Hibiscus seineri
Hibiscus seineri är en malvaväxtart som beskrevs av Oskar Eberhard Ulbrich. Hibiscus seineri ingår i Hibiskussläktet som ingår i familjen malvaväxter. Inga underarter finns listade i Catalogue of Life.